# یخچال طبیعی اینوسترانتسف
یخچال طبیعی اینوسترانتسف (به لاتین: Inostrantsev Glacier) یک یخچال طبیعی در روسیه است که در Novaya Zemlya واقع شده‌است.